# Сунде, Асбьёрн
Асбьёрн Эдвин Сунде (норв. Asbjørn Edvin Sunde; 12 декабря 1909, Рёрвик — 23 апреля 1985, Осло), также известный как Освальд Петтерсен и Кнут Петтерсен — норвежский коммунист, участник норвежского антифашистского движения Сопротивления, моряк. Руководитель подпольной антифашистской группы «Освальд», которая в годы немецкой оккупации совершила 39 диверсий в Норвегии. В 1954 году приговорён к восьми годам тюрьмы по обвинению в шпионаже в пользу СССР.

## Биографии

### Ранние годы
Асбьёрн Сунде родился 12 декабря 1909 года в Рёрвике в многодетной семье норвежского рабочего и рыбака Энтони Сунде. Отец Асбьёрна был ярым профсоюзным активистом, что нередко приводило к конфликтам в семье.
В 1920 году мать Асбьёрна умерла от туберкулеза, оставив мужа одного с семью детьми. Поскольку отец Асбьёрна не мог, ввиду своей занятости на профсоюзной работе, заботиться обо всех детях, некоторых он отдал на временное содержание в детский дом.
В 1925 году Асбьёрн стал моряком — он вышел в море на торговом судне. Тогда же он переехал в город Хортен.
В 1926 году Сунде начал службу в норвежском военно-морском флоте. К началу 1930-х годов ему удалось дослужиться до младшего офицера, однако в 1933 году Асбьёрн был уволен с флота за недисциплинированность и постоянные конфликты с вышестоящим начальством, которые были вызваны коммунистическими убеждениями Сунде.
В 1932 году вступил в норвежскую компартию. Был одним из организаторов спортивного клуба компартии в Хортене.
С 1933 года Сунде вновь начал плавать на торговых судах. Однако и на новом месте работы, у Асбьёрна часто возникали конфликты с начальством. Хозяева судов были недовольны политической активностью Сунде, который постоянно участвовал в различных политических акциях (к примеру, в 1934 году он был организатором митинга с требованием запретить немецким судам поднимать в норвежских портах нацистский флаг), а также вмешивался в трудовые споры с работодателем с целью увеличения зарплаты морякам.
В конце концов, Сунде попал в «чёрный список» неблагонадежных рабочих и больше не мог устроиться на работу ни на одно торговое судно.
В 1935 году Сунде выиграл в лотерею 32 тысячи крон. На 18 тысяч он купил автомобиль Packard Cabriolet, а оставшиеся деньги отдал в долг своим безработным друзьям. В 1954 году во время судебного процесса над Асбьёрном, прокурор утверждал, что Сунде «пропил» выигранные в лотерею деньги.

### Гражданская война в Испании
После начала Гражданской войны в Испании Асбьёрн Сунде стал, вместе с другими норвежскими коммунистами, заниматься оказанием помощи воюющим испанским республиканцам.
В январе 1937 года Сунде во главе группы из четырех норвежских коммунистов прибыл в Испанию. Сперва он служил водителем санитарной машины в Альбасете. Впоследствии Сунде прошёл минно-подрывную подготовку и начал принимать участие в диверсиях в тылу у франкистских войск. Был организатором нескольких диверсий на железнодорожном транспорте.
Летом 1938 года Сунде вернулся в Норвегию и возглавил норвежский филиал тайной антифашистской организации Эрнста Волльвебера.

### Вторая мировая война
После нападении Германии на Советский Союз созданная Сунде антифашистская группа приступила к диверсионной деятельности против немецких оккупантов.
Группа Сунде (в будущем названная группой Освальда) состояла из моряков, докеров и промышленных рабочих. За годы войны её членами было проведено 39 диверсий (по другим данным, 200). Помимо этого, подпольщики Асбьёрна Сунде по просьбе других групп норвежского Сопротивления занимались физической ликвидацией коллаборационистов и осведомителей немецких спецслужб.
Группа Освальда является самой результативной группой норвежского сопротивления. Однако сам Сунде и его организации, и в годы войны, и после неё подвергались критике за организацию ограблений банков для финансирования подпольной деятельности. К тому же в ходе одного из ограблений случайно был убит невиновный человек.
В 1944 году после приказа из Москвы группа Освальда прекратила устраивать экспроприации.

### Послевоенная деятельность
После войны Асбьёрн Сунде вместе с семьей переехал в Осло. В 1947 году он выпустил книгу воспоминаний о деятельности группы Освальда — Menn i mørket.
В 1949 году Сунде, после советско-югославского раскола, будучи сталинистом, был инициатором изгнания из норвежской компартии её первого генсека Педера Фуруботна и прочих «приверженцев титоизма».
В 1954 году Асбьёрн Сунде был арестован норвежскими властями и обвинен в шпионаже в пользу Советского Союза. Обвинение в качестве доказательства шпионажа использовало Медаль «За победу над Германией в Великой Отечественной войне 1941—1945 гг.», которой советское правительство наградило Сунде после окончания войны.
Суд признал Асбьёрна Сунде виновным и приговорил его к 8 годам тюремного заключения. В 1959 году он был освобождён условно-досрочно.
После выхода из тюрьмы Сунде не принимал активного участия в политической жизни из-за плохого физического здоровья. Но тем не менее в конце 1960-х годов он был исключён из норвежской компартии в ходе фракционной борьбы.
В 1970 году участвовал в акциях солидарности с испанскими антифашистами, боровшимися с режимом Франко.
Асбьёрн Сунде скончался 23 апреля 1985 года в Осло. Норвежское правительство до самой смерти отказывалось платить Асбьёрну ветеранскую пенсию.

## Личная жизнь
В 1931 году Асбьёрн Сунде женился на Астрид Кристин Нильсен (1912—1983). В браке у них родился сын Рольф.

## Награды
- Медаль «За победу над Германией в Великой Отечественной войне 1941—1945 гг.».
- Медаль Обороны 1940—1945 (норв. Deltagermedaljen).

## Память
В 2015 году у центрального вокзала Осло поставлен памятник Асбьёрну Сунде и его соратникам из группы «Освальд». Памятник выполнен в виде огромного хромированного молота, разбивающего на куски свастику.

## В кино
В 2015 году в Норвегии вышел фильм Offer eller spion? посвященный судебному процессу над Асбьёрном Сунде. Роль Сунде сыграл Terje Ranes.

## Сочинения
- Asbjørn Sunde Menn i mørket, 1947.